# Paterina
Paterina — викопний рід плечоногих вимерлої родини Paterinidae, що існував впродовж кембрійського періоду. Численні рештки різних видів знайдені на всіх континентах.